# Ото Карл фон Йотинген-Йотинген и Йотинген-Шпилберг
Ото Карл фон Йотинген-Йотинген и Йотинген-Шпилберг (на немски: Otto Karl zu Oettingen-Oettingen und Oettingen-Spielberg; * 14 януари 1815 в Йотинген; † 29 април 1882 в Мюнхен) е княз на Йотинген-Йотинген и Йотинген-Шпилберг и племенен господар.
Той е големият син на княз Йохан Алойз III фон Йотинген-Йотинген и Йотинген-Шпилберг (1788 – 1855) и княгиня Амалия Августа фон Вреде (1796 – 1871), дъщеря на баварския генерал-фелдмаршал и дипломат 1. княз Карл Филип фон Вреде (1767 – 1838) и графиня София Алойзия Агата фон Визер (1771 – 1837).
Ото следва право в Мюнхен. През 1839 г. той става аташе в посолството във Виена и през 1855 г. кралски баварски кронобрист-кемерер и кроноберст-дворцов-майстер. През 1871 г. той е на специална мисия за преговори с Ватикана в Рим. От 1843 до 1882 г. той има мандат в камерата на имперските съветници в Бавария.
Ото е от 1841 до 1874 г. също народен представител в камерата на племенните господари във Вюртемберг. От 1871 г. той е представян от син му Франц Албрехт.
Княз Ото умира на 67 години на 29 април 1882 г. в Мюнхен и е погребан в Йотинген.

## Фамилия
Ото Карл фон Йотинген-Йотинген и Йотинген-Шпилберг се жени на 6 ноември 1843 г. в Пруске, Бохемия за графиня Георгина фон Кьонигсег-Аулендорф (* 1 април 1825, Пруске; † 7 юни 1877, Грац), дъщеря на граф Франц Ксавер Карл фон Кьонигсег-Аулендорф († 1863) и графиня Мария Йозефа Кароли де Наги-Кароли (1793 – 1848). Те имат четири деца:
- Клементина Мария (* 23 септември 1844, Йотинген; † 6 март 1894, Хоенемс), омъжена на 22 февруари 1870 г. в Мюнхен за граф Клеменс фон Валдбург-Цайл и Траухбург (* 21 октомври 1842, Матзиз; † 13 август 1904, Хоенемс)
- Камила Амалия Каролина Нотгера (* 20 септември 1845, Йотинген; † 11 ноември 1888, Виена), омъжена на 17 май 1870 г. в Мюнхен за принц Ернст фон Виндиш-Грец (* 27 септември 182, Винтериц; † 22 ноември 191, Виена)
- Франц Албрехт Йохан Алойз Нотгер (* 21 юни 1847, Йотинген; † 14 януари 1916, Мюнхен), от 1882 г. княз на Йотинген-Йотинген и Йотинген-Шпилберг, женен на 24 април 1878 г. във Виена за принцеса София фон Метерних-Винебург (* 17 май 1857, Дрезден; † 11 януари 1941, Виена)
- Емил Франц Нотгер (* 31 май 1850, Мюнхен; † 27 май 1919), от 1916 г. г. княз на Йотинген-Йотинген и Йотинген-Шпилберг, женен на 29 април 1878 г. във Виена за графиня Берта Естерхази фон Галанта (* 26 септември 1857, Ксаквар; † 20 ноември 1937, Мюнхен)